# لیندرن
لیندرن (به آلمانی: Lindern) یک شهر در آلمان است که در Cloppenburg واقع شده‌است. لیندرن ۵٬۰۱۳ نفر جمعیت دارد.